# Стабио
Стабио (итал. Stabio) — коммуна округа Мендризио кантона Тичино в Швейцарии.
Весь город Стабио включён в Список объектов швейцарского наследия.

## География
Коммуна Стабио расположена в округе Мендризио, на границе с Италией. Помимо самого Стабио она также включает селения Сан-Пьетро и Гаджоло.
По состоянию на 1997 год площадь общины Стабио составляла 6,15 км². 51,7% этой территории использовалось в сельскохозяйственных целях, а её 31,2% составляли леса.

## История
Стабио впервые упоминается в 1067 году (под своим нынешнем названием).
В ходе раскопок в окрестностях Сан-Пьетро были обнаружены следы непрерывных поселений примерно с 400 года до н. э. до VII века. Были найдены захоронения железного века, гробницы и патрицианские дома римской эпохи, следы культа Меркурия и многочисленные лангобардские могилы. В 1999 году было обнаружено захоронение богатого ломбардского воина.
В 1181 году семья Орелли из Локарно получила право взимать десятину в регионе у епископа Комо. В 1275 году монастырь Сан-Аббондио в Комо и бенедиктинское аббатство Святого Амвросия в Милане владели собственностью и правами в Стабио.
22 октября 1876 года серьёзное столкновение между консерваторами и либералами в Стабио привело к гибели трёх человек, что привело к федеральному посредничеству между двумя враждующими сторонами.
В религиозном отношении Стабио подчинялось викарию Мендризио, от которого оно отделилось в 1575 году. Старая приходская церковь Санти-Петро и Лючия датируется VII веком. Она перестраивалась в XII и XIII веках. Нынешняя приходская церковь Санти-Джакомо и Кристофоро впервые упоминается в 1275 году. Она была перестроена в конце XVI века и расширена в XIX и XX веках.
Традиционно основными занятиями местных жителей было сельское хозяйство, животноводство и виноградарство. Из-за ограниченности сельскохозяйственных угодий произошёл ряд миграций из Стабио, преимущественно ремесленников и художников, сначала в города Северной и Центральной Италии, а затем и в другие страны. В XIX веке в коммуне развивалась шёлковая, а затем и табачная промышленность. Первой фабрикой в Стабио стала Realini, занимавшаяся производством рубашек и основанная в 1902 году. Она была приобретена в 1976 году компанией Ermenegildo Zegna, в 2005 году на ней работало около 90 сотрудников. Горячие источники в Стабио были открыты в 1850 году, что привело к созданию минеральных ванн в коммуне, которые и ныне функционируют.